# Фурланија
Фурланија (словен. Furlanija, итал. Friuli, фурл. Friûl и њем. Friaul) област је на сјевероистоку Италије са својим посебним културним и историјским идентитетом у којој се налази око милион Фурлана. Обухвата већи дио аутономне регије Фурланија-Јулијска Крајина, односно покрајине Удине, Порденоне и Горица, изостављајући Трст.

## Етимологија
Вишеетничка и потоња вишејезичка традиција Фурланије указује да назив регије варира у зависности од локалитета.
Италијански назив Friuli потиче од староримског града Forum Iulii (данас Чивидале дел Фријули).